# Tetraponera dispar
Tetraponera dispar (лат.) — вид древесных муравьёв рода Tetraponera из подсемейства Pseudomyrmecinae (Formicidae).

## Распространение
Встречается в экваториальной Африке: ДРК.

## Описание
Муравьи мелкого размера оранжево-коричневого цвета (4—5 мм). Ширина головы рабочих от 0,51 до 0,52 мм, длина головы от 0,66 до 0,67 мм. Глаза большие; мезопроподеальное вдавление простое, без продольных морщин; передние бёдра тонкие; петиоль относительно короткий. Покровы преимущественно гладкие и блестящие, с рассеянными мелкими точками. Отстоящие волоски редкие, имеются на лобных килях, темени (одна супраокулярная пара) и переднеспинке (одна переднебоковая пара), отсутствуют на остальной части мезосомы, а также на петиоле и постпетиоле.

## Систематика
Вид был впервые описан в 2022 году американским мирмекологом Филипом Уардом (Philip Ward, Department of Entomology, University of California, Davis, Калифорния, США) в ходе проведённой им родовой ревизии. Включён в видовую группу Tetraponera allaborans-group, в составе которой обладает признаками комплекса Tetraponera clypeata: редуцированный нижнечелюстной зубной ряд (жевательный край с 3 зубами), близко прилегающим лобным килям, относительно длинным скапусом и удлинённый петиоль. Рабочие этого мелкого вида Tetraponera dispar похожи на таковых Tetraponera clypeata, но их можно отличить по более мелким размерам, широкой голове и крупным глазам.